# Surin Pitsuwan
Surin Pitsuwan (ur. 28 października 1949 w Prowincji Nakhon Si Thammarat, zm. 30 listopada 2017 w Bangkoku) – tajski polityk, sekretarz generalny Stowarzyszenia Narodów Azji Południowo-Wschodniej (2008-2012), minister spraw zagranicznych Tajlandii (1997-2001).
Urodził się w rodzinie muzułmańskiego nauczyciela. Ukończył szkołę w rodzinnej prowincji, później studiował na Uniwersytecie Thammasat i w męskim college'u w Claremont w Kalifornii, gdzie w 1972 uzyskał dyplom bakałarza nauk politycznych. Następnie studiował na Uniwersytecie Harvarda, gdzie w 1976 został magistrem, a w 1982 doktorem filozofii. Podczas studiów spędził półtora roku w Kairze, gdzie studiował arabski i pracował na miejscowym Uniwersytecie Amerykańskim. Odbył staż w biurze kongresowym późniejszej kandydatki na wiceprezydenta USA Geraldine Ferraro i wykładał sprawy Azji Południowo-Wschodniej w American University w Waszyngtonie. Po powrocie do Tajlandii wykładał na Wydziale Nauk Politycznych na Uniwersytecie Thammasat. Od 1986 zasiadał w parlamencie Tajlandii, został sekretarzem mówcy niższej izby parlamentu Chuana Leekpai'a (późniejszego premiera), później sekretarzem wiceministra spraw wewnętrznych, 1992-1995 był wiceministrem, a 1997-2001 ministrem spraw zagranicznych Tajlandii. Pełnił też funkcję wiceprzewodniczącego Partii Demokratycznej. W latach 2008–2012 był sekretarzem generalnym Stowarzyszenia Narodów Azji Południowo-Wschodniej.